# Condado de Coos
El condado de Coos es uno de los 36 condados del estado de Oregón, Estados Unidos. La sede del condado es Coquille, al igual que su mayor ciudad. El condado tiene un área de 4.678 km² (de los cuales 553 km² están cubiertos por agua) y una población de 62.779 habitantes, para una densidad de población de 15 hab/km² (según censo nacional de 2000). Este condado fue fundado en 1853.

## Condados adyacentes
- Condado de Douglas - norte y este
- Condado de Curry - sur

## Demografía
Para el censo de 2000, había 62.779 personas, 26.213 cabezas de familia, y 17.457 familias residiendo en el condado. La densidad de población era de 39 habitantes por milla cuadrada.
La composición racial del condado era:
- 91,97% blancos
- 0,31% negros o negros americanos
- 2,41% nativos americanos
- 0,90% asiáticos
- 0,17% isleños
- 1,06% otras razas
- 3,17% de dos o más razas.

Había 26.213 cabezas de familia, de las cuales el 26,00% tenían menores de 18 años viviendo con ellas, el 52,90% eran parejas casadas viviendo juntas, el 9,90% eran mujeres cabeza de familia monoparental (sin cónyuge), y 33,40% no eran familias.
El tamaño promedio de una familia era de 2,80 miembros.
En el condado el 21,90% de la población tenía menos de 18 años, el 7,10% tenía de 18 a 24 años, el 24,00% tenía de 25 a 44, el 27,80% de 45 a 64, y el 19,10% eran mayores de 65 años. La edad promedio era de 43 años. Por cada 100 mujeres había 96,10 hombres. Por cada 100 mujeres mayores de 18 años había 93,90 hombres.

## Economía
Los ingresos medios de una cabeza de familia del condado eran de USD$31.542 y el ingreso medio familiar era de $38.040. Los hombres tenían unos ingresos medios de $32.509 frente a $22.519 de las mujeres. El ingreso per cápita del condado era de $17.547. El 11,10% de las familias y el 15,00% de la población estaban debajo de la línea de pobreza. Del total de gente en esta situación, 19,90% tenían menos de 18 y el 9,40% tenían 65 años o más.

## Localidades

### Ciudades
| - Bandon - Coos Bay - Coquille - Lakeside | - Myrtle Point - North Bend - Powers |

### Lugares designados por el censo y áreas no incorporadas
| - Allegany - Arago - Barview - Broadbent - Bunker Hill - Charleston - Cooston | - Fairview - Glasgow - Hauser - Norway - Prosper - Riverton - Remote |